# Ifigénia
Az Ifigénia görög eredetű mitológiai női név, jelentése: erősnek született.

## Gyakorisága
Az 1990-es években az Ifigénia szórványos név, a 2000-es években nem szerepel a 100 leggyakoribb női név között.

## Névnapok
- szeptember 21.[2]

## Híres Ifigéniák
Kazinczy Ifigénia: Kazinczy Ferenc nyelvújítónk és Török Zsófia elsőszülött gyermeke, Kazinczy Lajos tizenötödik aradi vértanúnk nővére, aki egy évet és tíz napot élt.
Kazinczy Anna-Ifigénia: későbbi Becske Lajosné; Kazinczy Ferenc nyelvújítónk és Török Zsófia hatodik gyermeke, Kazinczy Lajos tizenötödik aradi vértanúnk nővére.